# 胡克明
胡克明（1940年—），中国退役女子乒乓球运动员。她曾获得1961年世界乒乓球锦标赛女子团体亚军和女子双打季军。她也是第一届全国运动会乒乓球女子单打冠军得主。